# Sergei Andrianowitsch Lobastow
Sergei Andrianowitsch Lobastow (russisch Сергей Андрианович Лобастов, engl. Transkription Sergey Lobastov; * 5. April 1926 in Ufa; † 1999) war ein sowjetischer Geher.
Bei den Olympischen Spielen 1952 in Helsinki wurde er Fünfter im 50-km-Gehen, und bei den Europameisterschaften 1954 in Bern gewann er Bronze im 10.000-Meter-Gehen.